# Alfred Desenclos
Alfred Desenclos (Le Portel, 7 febbraio 1912 – Parigi, 3 marzo 1971) è stato un compositore francese di musica classica moderna.
Auto-definitosi "romantico," la sua musica risulterà altamente espressiva: questo grazie alla complessa tavolozza di colori musicali che saprà utilizzare con maestria pur restando legato alle tecniche compositive più rigorose.
Per sostenere la sua famiglia il giovane Alfred lavora come designer industriale fino all'età di 20 anni.
Rinuncia così agli studi generici e nel 1929 si iscrive al Conservatorio di Roubaix (Francia) per studiare pianoforte, strumento che fino a quel momento aveva suonato da autodidatta.
Le sue composizioni sacre proseguono la tradizione cominciata con Saint-Saëns e continuata da Fauré.

Vince il Prix di Roma nel 1942.

## Composizioni
Aria & Rondo (contrabbasso e pianoforte)

Bucoliques (flauto e pianoforte)

Cantilene et divertissements (corno francese e pianoforte)

Fantaisie (arpa)

Incantation, threne et danse (tromba e orchestra)

Messe de requiem

Nos autem (SSATBB a cappella)

Plain-Chant et allegretto (trombone e pianoforte)

Preludes (organico non pervenuto)

Preambule, complainte et final (corno francese e pianoforte)

Prélude, cadence et finale (saxofono contralto e pianoforte)

Quatuor (quartetto di saxofoni)

Salve Regina (SATB)

Sinfonie (per orchestra)

Suite breve (piano solo)

## Curiosità
Il 18 maggio 1999, il compositore statunitense Tristan Foison, esegue in prima assoluta la sua Messa da Requiem. Uno degli spettatori riconoscerà nella composizione, nota per nota, la Messa da Requiem del povero Desenclos scritto nel 1963 e pubblicato dalle edizioni Durand et Fils nel 1967.